# DR-Baureihe ET 168
Die ET 168 waren elektrische Triebwagen der Berliner S-Bahn. Die ab 1926 ausgelieferte, als Bauart 1925 und in der Umgangssprache der Eisenbahner auch als Bauart Oranienburg bezeichnete Baureihe hatte einen bedeutenden Anteil an der Entwicklung des Berliner S-Bahn-Netzes.

## Geschichte

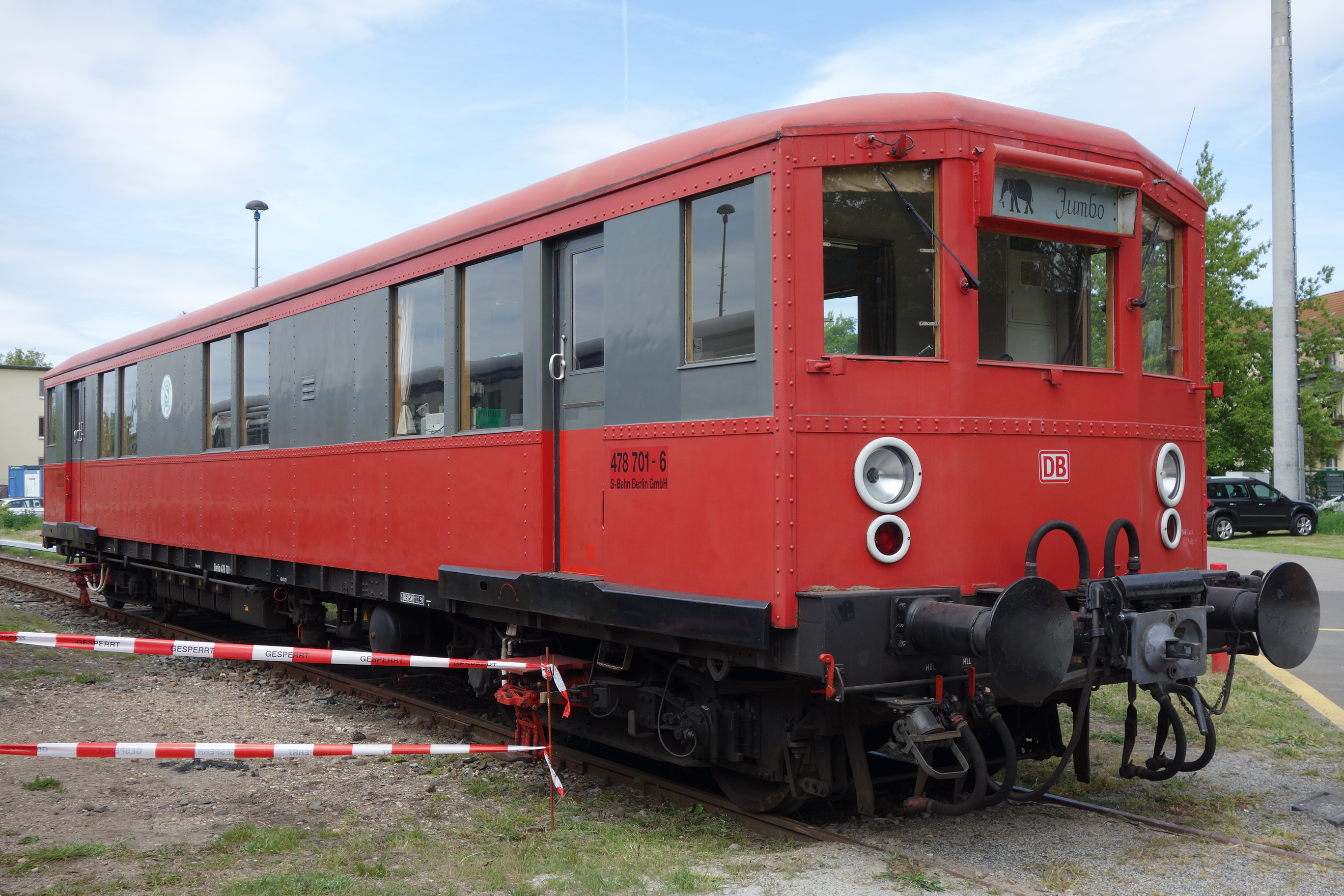
Der als „Jumbo“ bezeichnete Gerätewagen ist der letzte noch einsatzfähige Vertreter der „Oranienburger“

Nachdem am 8. August 1924 mit den Versuchszügen und mit den 1925 gelieferten Zügen der Bauart Bernau der elektrische Betrieb begonnen hatte, wurde schnell klar, dass die bisher eingesetzten Fahrzeuge den Anforderungen nicht genügten. Die Zugkonfiguration der Versuchszüge und der später als Baureihe ET 169 bezeichneten Einheiten – zwei lange, vierachsige Triebwagen mit nur je einem Triebdrehgestell und drei zwischengekuppelte zweiachsige Wagen – galt schon bei ihrer Auslieferung als überholt. Insbesondere das Anfahrverhalten bei feuchter Witterung verlangte von den Triebwagenführern großes Fingerspitzengefühl.
Die Deutsche Reichsbahn entschied sich deshalb, die Zugkonfiguration zu ändern und orientierte sich dabei am Vorbild der Berliner U-Bahn, die gleich lange Trieb- und Beiwagen einsetzte. Das neue Zugbildungskonzept sah nun einen Triebwagen mit und einen Steuerwagen ohne Antrieb vor. Diese kleinste betriebsfähige Einheit wurde fortan als Viertelzug bezeichnet; zwei Viertelzüge bildeten einen Halbzug, drei einen Dreiviertelzug, vier einen Vollzug. Diese Einteilung wird bis heute bei der Berliner S-Bahn verwendet. Die Eisenbahn beauftragte insgesamt 14 Waggonfabriken mit dem Bau von 50 Viertelzügen. Dies waren: WUMAG, Gothaer Waggonfabrik, Linke-Hofmann, Fuchs, Uerdingen, Killing & Sohn (Hamm), Wegmann, Orenstein & Koppel, Waggonfabrik Niesky, Beuchelt & Co. (Grünberg/Schles.), van der Zypen (nur ET), Gastell (nur ES), Steinfurt, Talbot (nur EB). Dies diente in Hinblick auf die geplante Großserie, geeignete Hersteller herauszufinden. Die elektrische Ausrüstung wie Motoren lieferten AEG, BBC und SSW, die übrige BEW (Bergmann Elektrizitätswerke) und MSW (Maffei-Schwartzkopff-Werke).
Ab Werk waren die Seitenwände der 2. Klasse rotbraun und die der 3. Klasse gelb lackiert (im Farbton der Straßenfahrzeuge der Reichspost). Diese Farbgebung bewährte sich nicht, 1928 wurde der spätere ET 168 043 als erster Wagen im S-Bahn-Farbschema umlackiert, das in den Grundzügen bis heute Bestand hat: Fensterband blaugrün RAL 31 (später RAL 6004) im Bereich der 2. Klasse bzw. grünbraun RAL 16 (später RAL 8000) im Bereich der 3. Klasse, unter den Fenstern weinrot RAL 10 (später RAL 3005), Deckschienen und Untergestell tiefschwarz RAL 5 (später RAL 9005). Dieses Farbschema wurde auch bei der gleichzeitig ausgelieferten DR-Baureihe ET 165 und folgenden Bauarten angewendet.
Ab 1936 wurden die Führerstände der Steuerwagen ausgebaut und sie dadurch zu Beiwagen, da im Regelbetrieb ohnehin mindestens Halbzüge eingesetzt wurden (heute kommen Viertelzüge lediglich im Nachteinsatz auf Außenstrecken vor). Außerdem versetzte man die Wendlerlüfter auf dem Dach nach außen, um das eingeschränkte Sonderfahrzeugumgrenzungsprofil des Nordsüd-S-Bahn-Tunnels einzuhalten. Die späteren ET/EB 168 001–019 erhielten zwischen 1936 und 1941 eine neue Inneneinrichtung; die ET/EB 168 020–050 wurden in reine 3.-Klasse-Einheiten umgebaut.
Bis Ende der 1930er Jahre – vor der durchgehenden Eröffnung der Nordsüd-S-Bahn – waren die Züge der Baureihe ET 168 beim Betriebswerk Stettiner Bahnhof beheimatet und auf den Nordstrecken eingesetzt. Nach Umbeheimatung zum Bw Westend kamen sie zusammen mit den ET 169 fast ausschließlich im Berufsverkehr auf der Ringbahn und auf der Siemensbahn nach Gartenfeld zum Einsatz, wofür mit den geeigneten Wagen reine Dritte-Klasse-Züge gebildet wurden. Ein Teil der Fahrzeuge wurde bei Bombenangriffen auf das Bw Westend vernichtet, das ebenfalls komplett zerstört wurde.
1941 erhielten die DR-Triebwagen, die vorher Wagennummern aus dem Reisezugwagenbereich trugen, besondere Triebfahrzeugnummern. Erst in diesem Zusammenhang wurde die Stammnummer 168 eingeführt.
Nach dem Krieg fuhren die restlichen Viertelzüge im Berufsverkehr auf der Ringbahn oft mit Wagen der Baureihe ET 165 gekuppelt, wobei sie wegen der abweichenden Führerstandausrüstung vorwiegend in Zugmitte verkehrten. Besondere Bedeutung hatten die Züge für den Berufsverkehr der Siemenswerke.
Das Aus kam mit dem Bau der Mauer 1961. Durch den West-Berliner S-Bahn-Boykott als Reaktion auf den Bau der Mauer ging der Verkehr im Westteil der Stadt so stark zurück, dass die älteren Fahrzeuge der Baureihe 168 sehr schnell abgestellt wurden. Einige wurden in Gütertriebwagen und Rangierfahrzeuge umgebaut, bevor sie in den 1970er Jahren verschrottet wurden. Teile der meisten Oranienburger wurden allerdings für den Bau der U-Bahn-Triebzüge des Typs E-III/1 für die Linie E der Berliner U-Bahn verwendet. Hierzu wurden wesentliche elektrische und mechanische Komponenten (Steuerung, Drehgestelle, Fahrmotoren etc.) in neugebaute schmalere Wagenkästen eingebaut, während die Originalwagenkästen verschrottet wurden. So „überlebten“ Teile dieser Berliner S-Bahn-Fahrzeuge bei der U-Bahn im Ostteil Berlins bis in die 1990er Jahre.
In der Sammlung des Vereins Historische S-Bahn Berlin der Viertelzug ET 168 029 und EB 168 030 erhalten, der Beiwagen ist ein ehemaliger Steuerwagen. Der Viertelzug ist rollfähig, allerdings in nicht restauriertem Zustand und ohne Inneneinrichtung.
Weiterhin existiert der bis 2003 genutzte Schlepptriebwagen 478 701, bis 1992 278 105 des Werkes Schöneweide. Dieses Fahrzeug hatte 1963 für innerbetriebliche Rangieraufgaben des Raw Schöneweide und Überführungsfahrten im Netz einen zweiten Führerstand, Scharfenbergkupplungen an beiden Wagenenden sowie Seitenpuffer erhalten. Elektrisch konnte man das mit dem Spitznamen „Jumbo“ bezeichnete Fahrzeug (siehe Bild) durch Umschalten mit allen Vorkriegsbaureihen kuppeln, wofür es sowohl die älteren Stecker-Dose-Kupplungen als auch die 1938 eingeführten „Klaviere“, Kontaktaufsätze auf den Scharfenbergkupplungen, erhielt. Später folgte eine Prüfanlage, um Kurzschlüsse erzeugen und damit in den Unterwerken die Abschaltzeiten messen zu können. Dieses Sonderfahrzeug gehört inzwischen zur Sammlung des Vereins Historische S-Bahn und ist in der letzten Farbgebung rot/anthrazit erhalten (ähnlich der Baureihe 485). Jedoch ist dieser Triebwagen im Laufe der Jahre technisch mehr und mehr in einen „Stadtbahner“ umgebaut worden. Schaltung, Motoren, Bremse etc. stammen von der BR 165 (475 sowie 476.0) und haben mit der ursprünglichen BR 168 nichts mehr zu tun.

## Technik
Die kleinste betriebsfähige Einheit ist ein sogenanntes Steuerviertel, bestehend aus einem Trieb- und einem Steuerwagen.
Bei der Erprobung der Fahrzeuge stellte sich als Nachteil beim häufigen Halten und Wiederanfahren die zu hohe Leermasse heraus. Zudem bereitete die nur einfache Isolation der elektrischen Ausrüstungsteile bei Überschlägen Probleme. Diese Unzulänglichkeiten konnten bei der Nachfolgebaureihe „Stadtbahn“ (ET 165) abgestellt werden, die unter anderem etwa sieben Tonnen pro Wagen weniger wog und eine bessere elektrische Ausrüstung erhielt.
Im Gegensatz zu den späteren Baureihen erhielten die Züge des Typs „Oranienburg“ mehrlösige Kunze-Knorr-Bremsen, weshalb diese Züge zunächst nicht mit denen der späteren Baureihen kuppelbar waren. Ab Mitte der 1930er Jahre wurden diese Bremsen gegen die bei der Berliner S-Bahn üblichen einlösigen Kp-Bremsen (Knorr-Personenzugbremse) ausgetauscht, was die Einheiten der Baureihe ET 168 mit den anderen Baureihen kuppelbar machte (außer den 167 wegen der abweichenden Steuerstromkupplungen).
Die Wagen der Baureihe ET/EB 168 waren richtungsweisend für die Raumaufteilung, die später bei allen Baureihen übernommen wurde: pro Wagen und Seite je vier Taschenschiebetüren (anfangs nur von Hand zu schließen, später auf Zentralschließung umgerüstet), im Triebwagen ein Großraum mit 3. Klasse, der geteilte Beiwagen mit 3. Klasse Raucher und 2. Klasse Raucher oder Nichtraucher.
Angetrieben wurden die Fahrzeuge von je zwei 115-kW-Tatzlagermotoren pro Triebdrehgestell (Achsfolge Bo’Bo’+2’2’) mit insgesamt 460 Kilowatt pro Viertelzug.